# Roujan
Roujan – miejscowość i gmina we Francji, w regionie Oksytania, w departamencie Hérault.
Według danych na rok 1990 gminę zamieszkiwało 1366 osób, a gęstość zaludnienia wynosiła 80 osób/km² (wśród 1545 gmin Langwedocji-Roussillon Roujan plasuje się na 269. miejscu pod względem liczby ludności, natomiast pod względem powierzchni na miejscu 464.).